# Nigeria en los Juegos Paralímpicos de Barcelona 1992
Nigeria estuvo representada en los Juegos Paralímpicos de Barcelona 1992 por seis deportistas masculinos.

## Medallistas
El equipo paralímpico nigeriano obtuvo las siguientes medallas:
| Nombre           | Deporte                   | Evento              |
| ---------------- | ------------------------- | ------------------- |
| Oro              |                           |                     |
| Ajibola Adeoye   | Atletismo                 | 100 m TS4 masculino |
| Ajibola Adeoye   | Atletismo                 | 200 m TS4 masculino |
| Monday Emoghawve | Levantamiento de potencia | –48 kg masculino    |
| Plata            |                           |                     |
| —                |                           |                     |
| Bronce           |                           |                     |
| —                |                           |                     |